# Knemodynerus nadigorum
Knemodynerus nadigorum är en stekelart som först beskrevs av Giordani Soika 1979.  Knemodynerus nadigorum ingår i släktet Knemodynerus och familjen Eumenidae. Inga underarter finns listade i Catalogue of Life.